# Шухт, Александр Иванович
Шухт Александр Иванович (27 декабря 1818, Могилёвская губерния, Российская империя — 15 мая 1878, Царское Село, Российская империя) — генерал-майор, командир 2-й бригады 8-й кавалерийской дивизии.

## Биография
Родился 27 декабря 1818 и происходил из дворян Могилевской губернии. По окончании первоначального домашнего образования в июне 1837 года Шухт поступил унтер-офицером в Клястицкий гусарский полк, где за отличие по службе, 19-го июня 1840 г., был произведен в корнеты, а в следующем 1841 г. — в поручики. Переведенный в 1845 г. по собственному желанию в л.-гв. Кирасирский Его Величества полк корнетом, Шухт 6-го декабря того же года был произведен в поручики, 21-го апреля 1848 г. — в штабс-ротмистры, а 8-го марта 1850 г. прикомандирован к школе гвардейских подпрапорщиков и кавалерийских юнкеров для испытания в должности эскадронного командира, но по изменившимся обстоятельствам уже с ноября месяца того же года принужден был вернуться в полк.
В 1853 г. Шухт был произведен в ротмистры и назначен командующим эскадроном. Во время Крымской кампании с апреля по июнь 1854 г. Шухт находился в составе главного резерва СПб. гарнизона, предназначенного для принятия оборонительных мер, обеспечивающих берега Балтийского моря от вторжения неприятеля. Вслед за тем он находился в походе в Царство Польское. Произведенный 3-го апреля 1860 г. в полковники, Шухт 22-го июня 1862 г. был назначен командующим л.-гв. Кирасирского Его Величества полка, а через 3 года, 18-го марта 1865 г., назначен командиром 8-го драгунского Астраханского полка и в том же году — командиром 1-го гусарского Сумского полка. 3-го августа 1874 г. Шухт был произведен в генерал-майоры и зачислен по армейской кавалерии; в следующем году назначен командиром 1-й бригады 8-й кавалерийской дивизии, а в 1876 г. — командиром 2-й бригады 8-й кавалерийской дивизии. В 1878 г. зачислен по армейской кавалерии и в запасные войска. Скончался Шухт 15 мая 1878.

## Семья
Был женат на Оттилии Егоровне (19.07.1837-06.07.1897). Две дочери Ольга и Леонилла и сын Аполлон Александрович Шухт, один из участников российского революционного движения, один из хороших знакомых и друзей В. И. Ленина, который даже был одним из крестных его детей.